# Taller
Taller is een gemeente in het Franse departement Landes (regio Nouvelle-Aquitaine) en telt 418 inwoners (1999). De plaats maakt deel uit van het arrondissement Dax.

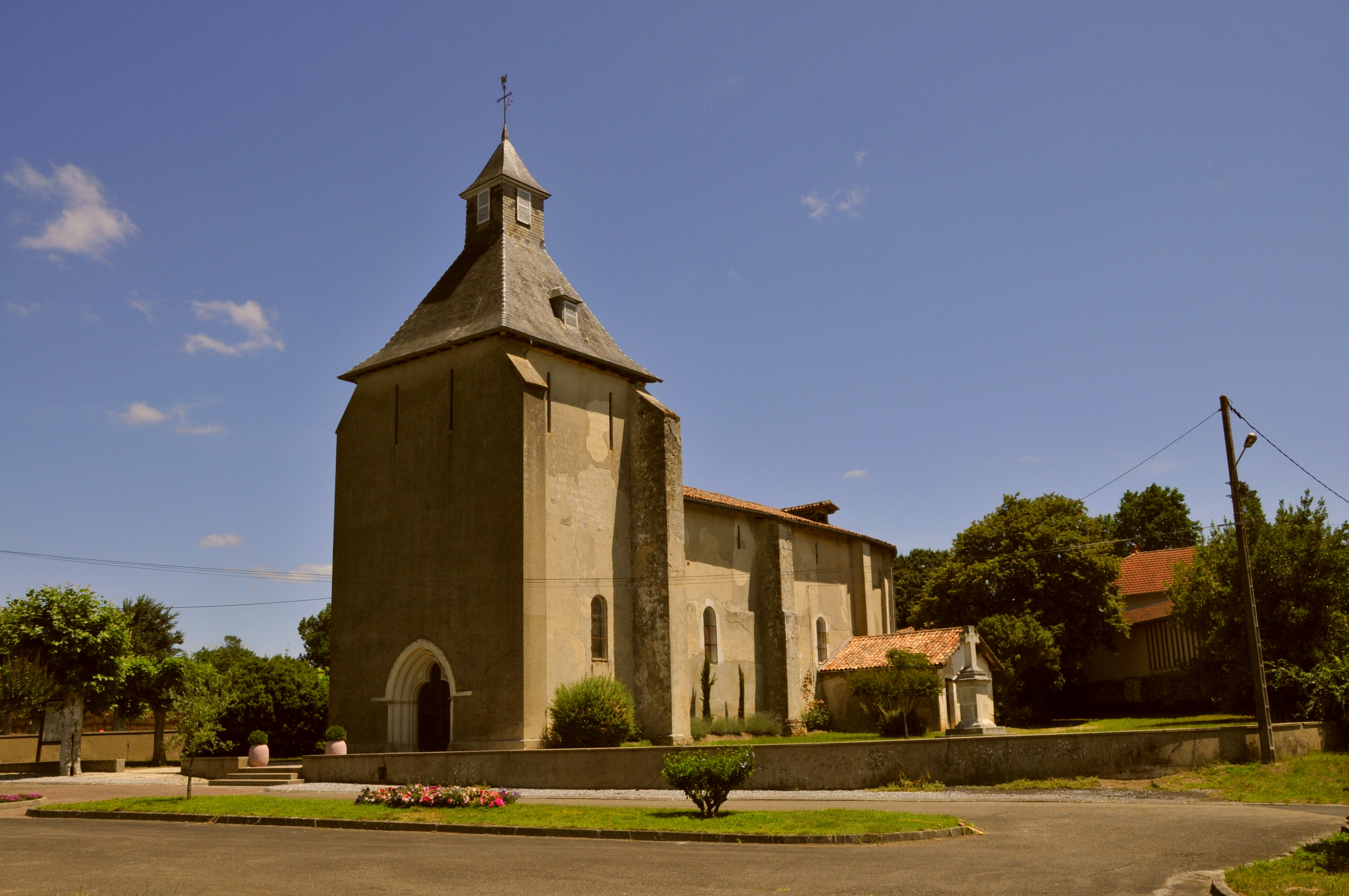
Kerk van Taller
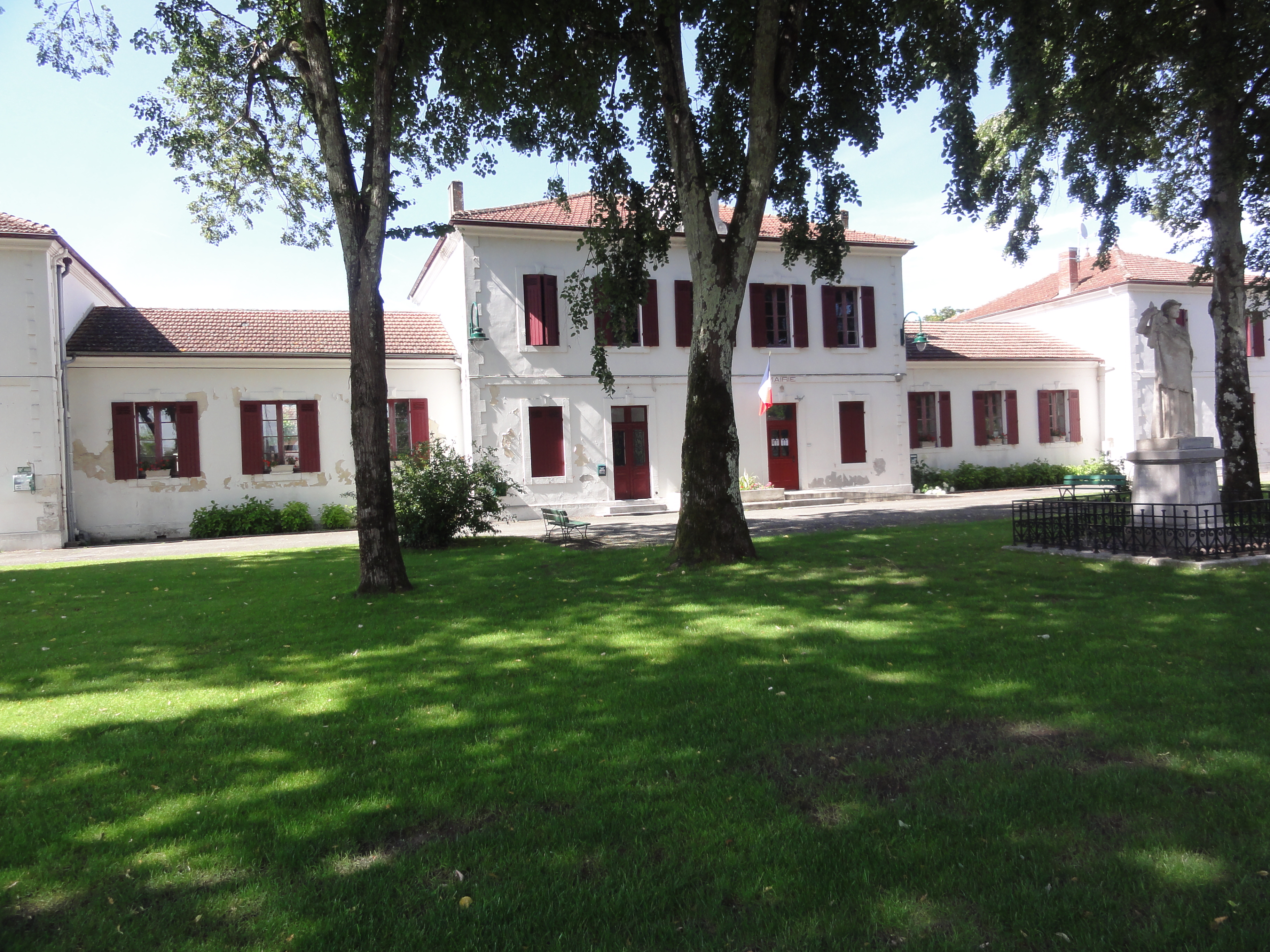
Gemeentehuis

## Geografie
De oppervlakte van Taller bedraagt 39,6 km², de bevolkingsdichtheid is 10,6 inwoners per km².
De onderstaande kaart toont de ligging van Taller met de belangrijkste infrastructuur en aangrenzende gemeenten.

## Demografie
Onderstaande figuur toont het verloop van het inwonertal (bron: INSEE-tellingen).